# Сан Марко (Фермо)
Сан Марко (итал. San Marco) насеље је у Италији у округу Фермо, региону Марке.
Према процени из 2011. у насељу је живело 559 становника. Насеље се налази на надморској висини од 34 м.